# Raimundo García García
Raimundo García García (Madrid, 1884, Pamplona, 1962) va ser un periodista i polític dretà espanyol, conegut com a "Garcilaso" per un dels pseudònims periodístics que va emprar. Va viure els seus primers anys a Madrid, i als 18 anys es va traslladar a Pamplona. Va treballar a "El Eco de Navarra" i des de 1911 al Diario de Navarra. En 1912 va ser nomenat director d'aquest periòdic, càrrec que va ocupar fins a la seva mort. En la dècada de 1920 va marxar com corresponsal a la Guerra del Marroc, on va travar amistat amb els militars africanistes que anys després es revoltarien contra la II República desencadenant la Guerra Civil espanyola.
Va ser diputat en les Corts durant la Dictadura de Primo de Rivera i en la Segona República, en 1933 i 1936, per Navarra pel Bloc de Dretes. Va ser molt actiu en contra de l'Estatut Basc-Navarrès i del nacionalisme basc. Va participar en la conspiració contra la República i va ser enllaç civil del general Mola el 1936. Després de la guerra no va ocupar càrrecs polítics i es va dedicar en exclusiva al periodisme, des del qual va donar suport la causa de l'Alemanya nazi durant la Segona Guerra Mundial i va promoure l'ideari del navarrisme.